# ای ایران
«ای ایران» نام یکی از مشهورترین و محبوب‌ترین سرودهای میهن‌پرستانه و ملی‌گرایانه ایران، ساخته روح‌الله خالقی است که می‌توان آن را سرود ملی غیررسمی ایرانیان دانست. سرود «ای ایران» به ثبت ملی رسیده است.

## پیشینه
دربارهٔ پیشینه و دلایل ساخت این سرود روایت‌های مختلفی وجود دارد. روح‌الله خالقی در کتاب سرگذشت موسیقی ایران چنین نوشته است:
آهنگساز و گویندهٔ اشعار، آن را تحت تأثیر اوضاع زمان ساخته بودند… در آن‌وقت کشور ما را قوای انگلیس و روس و آمریکا اشغال کرده بودند و جنگ بین‌الملل دوم هنوز دوام داشت. تظاهرات ملی نمی‌شد زیرا وضع آماده نبود ولی آهنگ و شعر این سرود احساسات ملی را سخت برانگیخت و مخصوصاً در مقابل خارجیان که در آن مجلس (نخستین اجرای سرود) هم بودند از طرف ایرانیان تظاهرات بیشتری شد و اولین ضربه‌ای بود که به‌طور غیرمستقیم بر پیکر ارتش خارجی که ناخوانده مهمان ما بودند زده شد.
از حسین گل‌گلاب در این باره چنین نقل شده است:
 در سال ۱۹۴۴، در شرایطی که چکمه‌های نیروهای اشغال‌گر هر وطن‌پرستی را می‌لرزاند، من ایدهٔ این شعر به ذهنم رسید. سپس پروفسور خالقی موسیقی آن را نوشت و در برابر همهٔ مقاومت‌های سیاسی، این ترانه راه خود را به دل و روح مردم پیدا کرد.
گلنوش خالقی، موسیقی‌دان و دختر روح‌الله خالقی، دلیل شکل گرفتن این سرود را بحثِ بین پدرش با لطف‌الله مفخم‌پایان، موسیقی‌دان و از همکاران خالقی، عنوان کرده است. او در این مورد گفته است: «مفخم معتقد بود هر یک از مایه‌های موسیقی ایرانی فضایی دارند که آهنگسازی در آنها موجب می‌شود اثر هم همان فضا را منعکس کند. برای مثال، دشتی به عنوان مایه‌ای غمگین شناخته شده است در نتیجه اگر اثری در این مایه ساخته شود آن اثر هم الزاماً فضایی غمگین خواهد داشت. پدرم اما این موضوع را رد می‌کرد. او معتقد بود فضای اثر متکی به توانایی آهنگساز و ایده‌های موسیقایی اوست و برای اثبات نظرش، سرود «ای ایران» را که فضایی حماسی دارد در دشتی آفرید. کمی بعد هم از حسین گل‌گلاب درخواست کرد تا شعر سرود را بسراید.»
برخی دیگر با تأکید بر وقایع دوران جنگ جهانی دوم، زمانی که در سپتامبر ۱۹۴۱ (شهریور ۱۳۲۰)، متفقین ایران را اشغال کرده‌بودند، ایدهٔ ساختِ شعر «ای ایران» توسط حسین گل‌گلاب را دیدنِ اهتزاز پرچم متفقین از پادگان استرآباد عنوان کرده‌اند.
در روایتی دیگر، چنین نقل شده است که روزی حسین گل‌گلاب در راه ملاقات با روح‌الله خالقی در خیابان، شاهد درگیری دو سرباز ایرانی و انگلیسی بوده است که در آن وضع، سرباز انگلیسی به سرباز ایرانی که درجه بالاتری نیز نسبت به آن داشته سیلی می‌زند و سرباز ایرانی به خاطر شرایط وقت که ایران در اشغال بود هیچ واکنشی نشان نمی‌دهد. گل‌گلاب با دیدن این صحنه با چشمانی اشکبار به دیدار خالقی می‌رود و جریان را بازگو می‌کند. و همچنین می‌گوید شعری خواهم گفت تا ایران و روح ایرانی در آن زنده ماند. خالقی نیز می‌گوید که من آهنگ آن را تنظیم می‌کنم و بنان که آنجا بوده نیز می‌گوید من هم شعر را خواهم خواند. البته بنا گفته‌های ختران آهنگساز و سراینده این اثر، گلنوش خالقی و هما گلاب، این روایتها نادرست و شایعه هستند.

## اجراهای گوناگون
نخستین اجرای آن، در ۲۷ مهرماه ۱۳۲۳ در تالار دبستان نظامی دانشکدهٔ افسری با صدای غلامحسین بنان و به سرپرستی روح‌الله خالقیدر خیابان استانبول دو شب متوالی برگزار شد. سرود «ای ایران» آنقدر اثر کرد که شنوندگان تکرار آن را خواستار شدند و سه بار تجدید شد. استقبال و تأثیر این سرود باعث شد که وزیر فرهنگ وقت، هیئت نوازندگان را به مرکز پخش صدا دعوت کرد تا صفحه‌ای از آن ضبط و همه روزه از رادیو تهران پخش شود. اجرای دیگر، مربوط به سال‌های ۱۳۳۷ تا ۱۳۴۲ در برنامه گل‌ها است که غلامحسین بنان این سرود را خواند. در سال ۱۳۵۰ نیز اُپرای رادیویی این سرود با همکاری ارکستر بزرگ رادیو تلویزیون ملی ایران با رهبری فرهاد فخرالدینی و خوانندگی اسفندیار قره‌باغی انجام گرفت. دو اجرای دیگر از این اثر نیز یکی با صدای حسین سرشار و دیگری با صدای رشید وطن‌دوست موجود است.
بعد از انقلاب ۵۷ چند نفر به جرم همکاری در تهیه این سرود زندانی شدند و خواندن آن جرم به حساب آمد اما پس از مدتی از آن برای تهییج سربازان در جنگ ایران و عراق استفاده شد و خواندن آن آزاد گردید.
در سال ۱۳۶۹ گلنوش خالقی، دختر روح‌الله خالقی که برای بیست و پنجمین سالروز درگذشت پدرش در تهران بود، این سرود را دوباره برای ارکستر، تکخوان و آواز گروهی تنظیم کرد که در آلبوم می ناب توسط انتشارات سروش منتشر شد. تکخوان در این نسخه، رشید وطندوست است.

## شعر سرود «ای ایران»

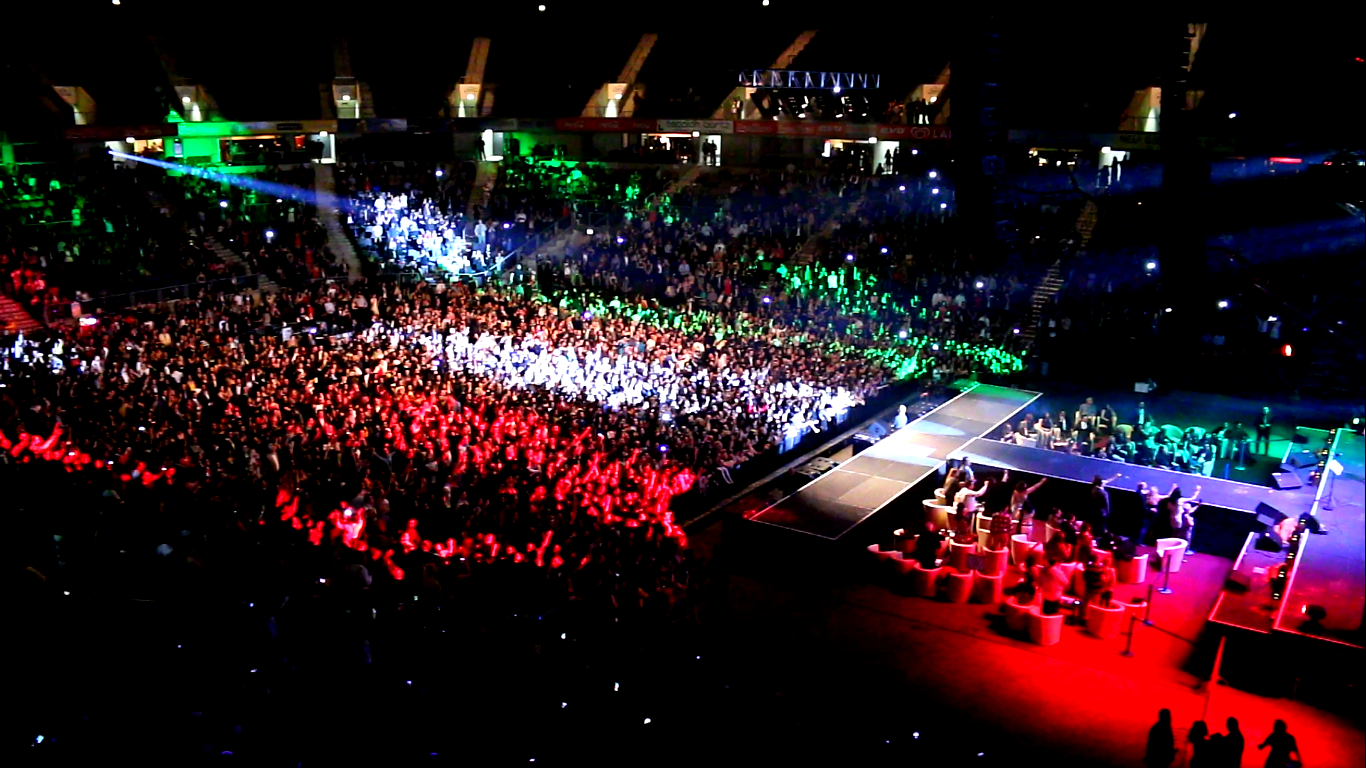
مردم در حال خواندن سرود «ای ایران» ساخته روح‌الله خالقی در بزرگ‌ترین کنسرت نوروز در دنیا، آرنا اوبرهاوزن، مارس ۲۰۱۴

متن شعر:
| ای ایران ای مرز پرگهر                  |  | ای خاکت سرچشمه هنر            |
| دور از تو اندیشه بدان                  |  | پاینده مانی تو جاودان         |
| ای دشمن! اَر تو سنگ خاره‌ای، من آهنم     |  | جان من فدای خاک پاک میهنم     |
| مهر تو چون شد پیشه‌ام                   |  |                               |
| دور از تو نیست اندیشه‌ام                |  |                               |
| در راه تو کی ارزشی دارد این جان ما؟    |  |                               |
| پاینده باد خاک ایران ما                |  |                               |
|                                        |  |                               |
| سنگ کوهت درّ و گوهر است                 |  | خاک دشتت بهتر از زَر است       |
| مهرت از دل کی برون کنم؟                |  | برگو، بی مهرِ تو چون کنم؟      |
| تا گردش جهان (زمین) و دور آسمان به‌پاست |  | نورِ ایزدی همیشه رهنمای ماست   |
| مهر تو چون شد پیشه‌ام                   |  |                               |
| دور از تو نیست اندیشه‌ام                |  |                               |
| در راه تو کی ارزشی دارد این جان ما؟    |  |                               |
| پاینده باد خاک ایران ما                |  |                               |
|                                        |  |                               |
| ایران ای خرّم بهشت من                   |  | روشن از تو سرنوشت من          |
| گر آتش بارد به پیکرم                   |  | جز مهرت در دل نپرورم          |
| از آب و خاک و مهر تو سرشته شد گلم      |  | مهر اگر برون رود، گِلی شود دلم |
| مهر تو چون شد پیشه‌ام                   |  |                               |
| دور از تو نیست اندیشه‌ام                |  |                               |
| در راه تو کی ارزشی دارد این جان ما؟    |  |                               |
| پاینده باد خاک ایران ما                |  |                               |

 «... تصنیف «ای ایران» با بهره‌گیری از دستگاه شور و گوشهٔ دشتی، حکایت از آن دارد که آهنگساز درصدد ارائه اثری موسیقایی با موضوع ملی با بیان حماسه، ایجاد حس غرور و در عین حال حزن و اندوه غم‌های رفته بر وطن است … حضور استاد بنان در مثلث هنرمندان ارائه دهندهٔ «ای ایران» نیز حضور مغتنمی است، این خواننده نامدار که ظرایف موسیقی ایرانی را به خوبی می‌دانست، شاید بتوان خواندن «ای ایران» را یکی از نقاط عطفِ کارنامهٔ استاد بنان بدانیم. (او) با صدای گرم و دلنشین، کلام زیبای گل‌گلاب را به زیبایی به تصویر کشید…»

شهرام ناظری

## یادکردها
1. ↑  «رادیو زمانه | پرسه در متن | راوی حکایت باقی | ای دشمن ار تو سنگ خاره‌ای، من آهنم». web.archive.org. ۲۰۰۹-۰۸-۲۰. بایگانی‌شده از اصلی در ۲۰ اوت ۲۰۰۹. دریافت‌شده در ۲۰۱۹-۰۲-۲۶.
2. ↑  «نسخه تحریف‌شده 'ای‌ایران'؛ انجمن موسیقی خواستار پیگرد قانونی آستان قدس شد». BBC Persian. ۲۰۱۹-۰۲-۲۵. دریافت‌شده در ۲۰۱۹-۰۲-۲۶.
3. ↑  خالقی، سرگذشت موسیقی ایران، ۸۹.
4. ↑  «چگونه «ای ایران» خلق شد؟ / مثلت طلایی بنان، خالقی و گل‌گلاب چه کردند؟». www.tabnak.ir. ۱۳۹۸-۰۱-۰۷. دریافت‌شده در ۲۰۲۰-۰۷-۰۶.
5. 1 2  اکبرزاده، پژمان (۲۱ آبان ۱۳۹۴). «داستان آفرینش "ای ایران" و ماجراهای دیگر در گفت‌وگو با گلنوش خالقی، دختر روح‌الله خالقی». BBC News فارسی. دریافت‌شده در ۲۰۲۰-۰۷-۰۶.
6. 1 2 3  Morteza Hoseyni Dehkordi and Parvin Loloi. "EY IRĀN". Encyclopaedia Iranica (به انگلیسی). Retrieved 2020-07-06.
7. ↑  «روزنامه شرق (1389/09/07): چگونه سرود ای ایران خلق شد». Magiran. دریافت‌شده در ۲۰۲۰-۰۷-۰۶.
8. ↑  https://www.irna.ir/news/84681925/فریاد-ای-ایران-بر-سر-متفقین
9. ↑  https://www.bbc.com/persian/arts/2015/11/151112_l41_music_khaleghi_album
10. ↑  «سرود «ای ایران» و شبهه‌افکنی به سبک بی‌بی‌سی فارسی/ واقعیت چیست؟». خبرگزاری مهر | اخبار ایران و جهان | Mehr News Agency. ۲۰۲۲-۰۷-۲۳. دریافت‌شده در ۲۰۲۲-۱۲-۱۲.
11. ↑  «استاد گل گلاب». Aftabir.com. ۱۰ آذر ۱۳۸۶. دریافت‌شده در ۲۰۲۰-۰۷-۰۶.
12. ↑  پژمان اکبرزاده. «یکصدمین سال تولد روح‌الله خالقی در رادیو زمانه». رادیو زمانه. دریافت‌شده در ۲۰۱۹-۰۲-۲۶.
13. ↑  «چگونه «ای ایران» خلق شد؟ / مثلت طلایی بنان، خالقی و گل‌گلاب چه کردند؟». تابناک. دریافت‌شده در ۱۶ مارس ۲۰۲۱.